# Liste von Sonaten
Überblick über den Stand der Artikel zu einzelnen Sonaten, hauptsächlich Klaviersonaten.
Die Zuweisung eines europäischen Komponisten nach seinem Sonatenschaffen in ein jeweiliges Jahrhundert wird in diesem Artikel dadurch bestimmt, in welches der (quantitativ) gewichtigere Teil fällt.

## Klaviersonaten

### Sonaten im 18. Jahrhundert

#### Scarlatti
Domenico Scarlatti (1685–1757):
Die 555 erhaltenen Sonaten für Cembalo von Domenico Scarlatti sind das Hauptwerk des italienischen Komponisten. Sie sind einsätzig, stellen oftmals virtuose Ansprüche und bestehen aus zwei Teilen, die jeweils wiederholt werden.

#### Bach
Carl Philipp Emanuel Bach (1714–1788):
Der Berliner oder Hamburger Bach, Sohn von Johann Sebastian Bach und Autor des Versuchs über die wahre Art das Clavier zu spielen, schrieb etwa 150 Sonaten für Cembalo. Besonders bedeutend sind die sechs Preußischen Sonaten von 1742 und die sechs Württembergischen Sonaten von 1744 für die Entwicklung des Empfindsamen Stils.

#### Clementi
Muzio Clementi (1752–1832):
Clementis virtuose, bis zur Zeit der musikalischen Frühromantik komponierten 72 Klaviersonaten entstanden zwischen 1771 und 1823. Besonders die frühen, virtuos auftrumpfenden Stücke mit neuartigen Figuren wie Terzen- und Oktavketten hatten (auch merklich bei Beethoven) großen Einfluss auf die Entwicklung der Klaviertechnik zur Jahrhundertwende.

#### Mozart
Wolfgang Amadeus Mozart (1756–1791):
Mozart war ein exzellenter Pianist. Für das Klavier schrieb er neben seinen Klavierkonzerten – einem Höhepunkt der Gattung – zahlreiche Klaviersonaten, Variationen und kleinere Klavierstücke. Seine ersten vier Sonaten komponierte Mozart bereits mit zehn Jahren. Diese sind aber alle verloren gegangen. Die ersten der erhaltenen Sonaten komponierte er 1775 in München, die letzte (KV576) 1789 in Wien.
- Sonate Nr. 1 C-Dur KV 279 (189d)
- Sonate Nr. 2 F-Dur KV 280 (189e)
- Sonate Nr. 3 B-Dur KV 281 (189f)
- Sonate Nr. 4 Es-Dur KV 282 (189g)
- Sonate Nr. 5 G-Dur KV 283 (189h)
- Sonate Nr. 6 D-Dur KV 284 (205b) („Dürnitz-Sonate“)
- Sonate Nr. 7 C-Dur KV 309 (284b)
- Sonate Nr. 8 D-Dur KV 311 (284c)
- Sonate Nr. 9 a-Moll KV 310 (300d)
- Sonate Nr. 10 C-Dur KV 330 (300h)
- Sonate Nr. 11 A-Dur KV 331 (300i)
- Sonate Nr. 12 F-Dur KV 332 (300k)
- Sonate Nr. 13 B-Dur KV 333 (315c)
- Sonate Nr. 14 c-Moll KV 457
- Sonate Nr. 15 F-Dur KV 533
- Sonate Nr. 16 C-Dur KV 545 (Sonata facile)
- Sonate Nr. 17 B-Dur KV 570
- Sonate Nr. 18 D-Dur KV 576

#### Dussek
Johann Ladislaus Dussek (1760–1812):
Bei Dussek fällt die genau Nummerierung der Klaviersonaten (allesamt entstanden zwischen 1787 und 1812) schwer, da viele der frühen, zuvor als Violinsonaten gedachte Kompositionen später ohne den (meist nur notengetreu die erste Stimme imitierenden) Violinpart veröffentlicht und erst so zur wirklichen Klaviersonate wurden (Ganz abgesehen von anderen „Fehlern“; so werden in vielen ähnlichen Listen die frühen Sonaten in As-Dur und G-Dur einfach ausgelassen). Daher hier bloß eine Auflistung seiner Werke des Genres ohne Nummerierung.
- Klaviersonate As-Dur op. 5 Nr. 3 c43
- Klaviersonate G-Dur Nr. 51
- Klaviersonate B-Dur op. 9 Nr. 1 c57
- Klaviersonate C-Dur op. 9 Nr. 2 c58
- Klaviersonate D-Dur op. 9 Nr. 3 c59
- Klaviersonate A-Dur op. 10 Nr. 1 c60
- Klaviersonate g-Moll op. 10 Nr. 2 c61
- Klaviersonate E-Dur op. 10 Nr. 3 c62
- Klaviersonate C-Dur op. 14 Nr. 1 c71
- Klaviersonate G-Dur op. 14 Nr. 2 c72
- Klaviersonate F-Dur op. 14 Nr. 3 c73
- Klaviersonate a-Moll op. 18 Nr. 2 (auch als op. 19 Nr. 2) c80
- Klaviersonate B-Dur op. 24 (auch als op. 23 und op. 27) c96
- Klaviersonate D-Dur op. 25 Nr. 2 c127
- Klaviersonate D-Dur op. 31 Nr. 2 c133
- La Chasse (Die Jagd): Sonate für das Pianoforte F-Dur op. 22 c146
- Klaviersonate B-Dur op. 35 Nr. 1 c149
- Klaviersonate G-Dur op. 35 Nr. 2 c150
- Klaviersonate c-Moll op. 35 Nr. 3 c151
- Klaviersonate G-Dur op. 39 Nr. 1 c166
- Klaviersonate C-Dur op. 39 Nr. 2 c167
- Klaviersonate B-Dur op. 39 Nr. 3 c168
- Klaviersonate A-Dur op. 43 c177
- Klaviersonate Es-Dur The Farewell, op. 44 c178
- Klaviersonate B-Dur op. 45 Nr. 1 c179
- Klaviersonate G-Dur op. 45 Nr. 2 c180
- Klaviersonate D-Dur op. 45 Nr. 3 c181
- Klaviersonate D-Dur op. 47 Nr. 1 c184
- Klaviersonate G-Dur op. 47 Nr. 2 c185
- Klaviersonate fis-Moll Elégie harmonique op. 61 Nr. c211
- Klaviersonate As-Dur Le retour á Paris op. 64 (auch als op. 70, op. 71 und op. 77) c221
- Klaviersonate D-Dur op. 69 Nr. 3 c242
- Klaviersonate Es-Dur op. 75 c247
- Klaviersonate f-Moll L’invocation op. 77 c259

### Sonaten im 19. Jahrhundert

#### Beethoven
Ludwig van Beethoven (1770–1827):
Ludwig van Beethovens Klavierwerke sind in der Klavierliteratur von besonderer Bedeutung. Die Kompositionen des Bonner Pianisten waren vom Instrument ausgehend konzipiert. Ohne die drei frühen, nicht zum Kanon gehörenden Bonner Sonaten hat Beethoven insgesamt 32 Sonaten für Klavier geschrieben. Sie zählen zu den bedeutendsten Werken der Klavierliteratur.
Drei Kurfürstensonaten WoO 47 (1783), heute aus der Sonatenaufzählung ausgenommen:
- Klaviersonate Es-Dur WoO 47 Nr. 1
- Klaviersonate f-Moll WoO 47 Nr. 2
- Klaviersonate D-Dur WoO 47 Nr. 3

Sonaten (Ab 1795):
- Klaviersonate Nr. 1 (Beethoven) f-Moll op. 2 Nr. 1
- Klaviersonate Nr. 2 (Beethoven) A-Dur op. 2 Nr. 2
- Klaviersonate Nr. 3 (Beethoven) C-Dur op. 2 Nr. 3
- Klaviersonate Nr. 4 (Beethoven) Es-Dur op. 7
- Klaviersonate Nr. 5 (Beethoven) c-Moll op. 10 Nr. 1
- Klaviersonate Nr. 6 (Beethoven) F-Dur op. 10 Nr. 2
- Klaviersonate Nr. 7 (Beethoven) D-Dur op. 10 Nr. 3
- Klaviersonate Nr. 8 (Beethoven) c-Moll op. 13 („Pathétique“)
- Klaviersonate Nr. 9 (Beethoven) E-Dur op. 14 Nr. 1
- Klaviersonate Nr. 10 (Beethoven) G-Dur op. 14 Nr. 2
- Klaviersonate Nr. 11 (Beethoven) B-Dur op. 22
- Klaviersonate Nr. 12 (Beethoven) As-Dur op. 26
- Klaviersonate Nr. 13 (Beethoven) Es-Dur op. 27 Nr. 1
- Klaviersonate Nr. 14 (Beethoven) cis-Moll op. 27 Nr. 2 („Mondscheinsonate“)
- Klaviersonate Nr. 15 (Beethoven) D-Dur op. 28 („Pastorale“)
- Klaviersonate Nr. 16 (Beethoven) G-Dur op. 31 Nr. 1
- Klaviersonate Nr. 17 (Beethoven) d-Moll op. 31 Nr. 2 („Der Sturm“)
- Klaviersonate Nr. 18 (Beethoven) Es-Dur op. 31 Nr. 3
- Klaviersonate Nr. 19 (Beethoven) g-Moll op. 49 Nr. 1
- Klaviersonate Nr. 20 (Beethoven) G-Dur op. 49 Nr. 2
- Klaviersonate Nr. 21 (Beethoven) C-Dur op. 53 („Waldstein-Sonate“)
- Klaviersonate Nr. 22 (Beethoven) F-Dur op. 54
- Klaviersonate Nr. 23 (Beethoven) f-Moll op. 57 („Appassionata“)
- Klaviersonate Nr. 24 (Beethoven) Fis-Dur op. 78
- Klaviersonate Nr. 25 (Beethoven) G-Dur op. 79
- Klaviersonate Nr. 26 (Beethoven) Es-Dur op. 81a („Les Adieux-Der Abschied“)
- Klaviersonate Nr. 27 (Beethoven) e-Moll op. 90
- Klaviersonate Nr. 28 (Beethoven) A-Dur op. 101
- Klaviersonate Nr. 29 (Beethoven) B-Dur op. 106 („Große Sonate für das Hammerklavier“)
- Klaviersonate Nr. 30 (Beethoven) E-Dur op. 109
- Klaviersonate Nr. 31 (Beethoven) As-Dur op. 110
- Klaviersonate Nr. 32 (Beethoven) c-Moll op. 111

#### Schubert
Franz Schubert (1797–1828):
Schubert war, was schon allein das technische Level seiner Stücke zeigt, ein ausgezeichneter Pianist. Ausgenommen seine „Schubertiaden“, mied er, im Gegensatz zu Zeitgenossen wie Johann Ladislaus Dussek und Beethoven, öffentliche Auftritte. Auch komponierte er zeitlebens kein Solokonzert für das Klavier. Von seinen 21 begonnenen Sonaten vollendete er nur 12; das Entstehungsdatum dieser Werke lässt sich zwischen 1815 und 1828 festsetzen.
- Klaviersonate Nr. 1 (Schubert)
- Klaviersonate Nr. 2 (Schubert)
- Klaviersonate Nr. 3 (Schubert)
- Klaviersonate Nr. 4 (Schubert)
- Klaviersonate Nr. 5 (Schubert)
- Klaviersonate Nr. 6 (Schubert)
- Klaviersonate Nr. 7 (Schubert)
- Klaviersonate Nr. 8 (Schubert)
- Klaviersonate Nr. 9 (Schubert)
- Klaviersonate Nr. 10 (Schubert)
- Klaviersonate Nr. 11 (Schubert)
- Klaviersonate Nr. 12 (Schubert)
- Klaviersonate Nr. 13 (Schubert)
- Klaviersonate Nr. 14 (Schubert)
- Klaviersonate Nr. 15 (Schubert)
- Klaviersonate Nr. 16 (Schubert)
- Klaviersonate Nr. 17 (Schubert)
- Klaviersonate Nr. 18 (Schubert)
- Klaviersonate Nr. 19 (Schubert)
- Klaviersonate Nr. 20 (Schubert)
- Klaviersonate Nr. 21 (Schubert)

#### Burgmüller
Norbert Burgmüller (1810–1836):
Burgmüller konnte sein künstlerisches Potential aufgrund seines frühen Todes nur teilweise entfalten. Im Prinzip stellt sein Œuvre lediglich das Frühwerk eines Komponisten dar. Trotzdem lässt sich anhand der erhaltenen Werke ein großes Talent mit sehr eigenständigen Zügen erkennen. Er war obendrein ein guter Pianist und trat professionell öffentlich auf. Sein Schaffen für das Klavier umfasst neben dem Klavierkonzert in fis-Moll Op. 1 auch die große Klaviersonate in f-Moll; weiters schrieb er einige kleinere Stücke.
- Sonate f-Moll (Burgmüller) op. 8

#### Chopin
Frédéric Chopin (1810–1849):
Chopins Hauptwerk ist für Klavier geschrieben. Eine bedeutende Quelle von Chopins Stil war die brillante Virtuosenliteratur. Der Einfluss von Ignaz Moscheles, Friedrich Kalkbrenner, Carl Maria von Weber und vor allem von Johann Nepomuk Hummel sowie Maria Szymanowska ist nicht zu unterschätzen. An den Werken dieser Komponisten und Pianisten geschult, entwickelte Chopin seinen unverkennbaren eigenen Klavierstil, in dem die Brillanz ein neben dem Ausdruck wichtiger Faktor ist. Chopins umfangreiches Schaffen für Klavier umfasst nur drei Sonaten. Die erste Sonate ist ein Jugendwerk. Chopin widmete sie seinem Lehrer Józef Elsner. Die zweite in b-Moll ist wohl die bekannteste der drei Sonaten; ihr berühmter Trauermarsch, der dritte Satz, Mittelpunkt des Werks, entstand als erster (bereits 1837).
- Klaviersonate Nr. 1 (Chopin) c-Moll op. 4
- Klaviersonate Nr. 2 (Chopin) b-Moll op. 35 (mit dem Trauermarsch)
- Klaviersonate Nr. 3 (Chopin) h-Moll op. 58

#### Schumann
Robert Schumann (1810–1856):
Schumann gehört zu den bedeutendsten Schöpfern von Klaviermusik der Romantik. Neben frühem Unterricht in Klavier (bei Friedrich Wieck, dem Vater seiner späteren Frau) und Musiktheorie betrieb er auch eigene Studien anhand von Bachs Wohltemperiertem Klavier. Eine Fingerzerrung vereitelte zwar die Virtuosenlaufbahn; es entstanden aber auf Jahre hinaus nur Werke für Klavier. Seine großartigen, technisch wie musikalisch hoch anspruchsvollen Sonaten entstanden in den Jahren 1832–1852; die drei Sonaten für die Jugend datieren in das Jahr 1853.
- Klaviersonate Nr. 1 fis-Moll op. 11
- Klaviersonate Nr. 2 g-Moll op. 22
- Klaviersonate Nr. 3 f-Moll op. 14 (Konzert ohne Orchester)

Drei Klaviersonaten für die Jugend
- Klaviersonate Nr. 1 in G-Dur op. 118a
- Klaviersonate Nr. 2 in D-Dur op. 118b
- Klaviersonate Nr. 3 in C-Dur op. 118c

#### Liszt
Franz Liszt (1811–1886):
Franz Liszt hat die bis zu seiner Zeit übliche Form des Klavierspiels und dementsprechend auch die Klavierkomposition neu geprägt. Was hierfür entscheidend war: Die Hammerklaviermechanik erfuhr ihre bedeutendste Fortentwicklung im 19. Jahrhundert; dies nicht zuletzt deswegen, weil Liszts teils brachiale Spielart die Klavierbauer anspornte, immer bessere, „widerstandsfähigere“ Instrumente herzustellen. Zudem brach Liszt von Anbeginn mit allen Regeln der Klavierspieltechnik, die zu der Zeit streng nach Lehrbüchern praktiziert wurde. Franz Liszts Klaviersonate in h-Moll gilt als eines der bedeutendsten, technisch anspruchsvollsten Klavierwerke der Romantik und als ein Höhepunkt im Œuvre des Komponisten. Sie ist Robert Schumann gewidmet und entstand 1853.
- Klaviersonate h-Moll (Liszt)

#### Jadassohn
Salomon Jadassohn (1831–1902):
Zwar nahm Jadassohn von 1849 bis 1851 Unterricht bei Franz Liszt; ein Klaviervirtuose war er jedoch nie. Besonders heute tragen vor allem seine pädagogischen Werke viel zu seinem Ruf bei.
- Klaviersonate A-Dur (Jadassohn) op. 14

#### Brahms
Johannes Brahms (1833–1897):
Schumann pries in seinem Artikel Neue Bahnen Brahms als den Berufenen, als eine Art Messias der Musik. Dass viele Motive in dessen Sonaten Schumanns Musik als Vorbild haben, ist daher als eine Art Respektsbezeugung gegenüber dem älteren Komponisten und Förderer zu betrachten. Seine Klaviersonaten, allesamt Frühwerke, weisen nichtsdestotrotz ein hohes musikalisches, selbstständiges Niveau auf.
- Sonate Nr. 1 (Brahms) C-Dur op. 1
- Sonate Nr. 2 (Brahms) fis-Moll op. 2
- Sonate Nr. 3 (Brahms) f-Moll op. 5

#### Reubke
Julius Reubke (1834–1858):
Reubke, seit 1856 Schüler von Franz Liszt, gehörte zu dessen Vorzugsschüler der ersten Weimarer Zeit. Beeindruckt von der großen h-Moll-Sonate seines Lehrers komponierte er seine Große Sonate b-Moll für Klavier zweihändig; diese Komposition gilt als Hauptwerk des Frühverstorbenen.
- Klaviersonate (Reubke) b-Moll

#### Draeseke
Felix Draeseke (1835–1913):
Der Schüler von Franz Liszt war ein fähiger Pianist und, zu Lebzeiten, ein angesehener Mann seines Faches Musik. Neben einem Klavierkonzert in Es-Dur stellt die Sonata quasi fantasia sein bedeutendstes Klavierwerk dar. Eine erste Fassung der Komposition entstand 1862 und war in Anlehnung an die Sonate von Liszt einsätzig konzipiert. In der Folgezeit unterzog Draeseke sie jedoch einer Umarbeitung, aus der das Werk dreisätzig hervorging: Die ursprüngliche Anlage wurde durch die Hinzugabe eines Intermezzos aufgespalten und auf zwei gleichgewichtige Außensätze verteilt.
- Sonata quasi fantasia op. 6

#### Tschaikowski
Pjotr Iljitsch Tschaikowski (1840–1893):
Die besondere Lyrik dieses bedeutendsten und populärsten russischen Komponisten speisen verschiedene Quellen: Zu nennen sind insbesondere Robert Schumann sowie die einheimischen Meister im gehobenen Salonromanzenstil. Nachdem sich Tschaikowski schon 1865 ein erstes Mal an der Gattung Klaviersonate versucht hatte, schuf er 1878 die große Sonate in G-Dur; sein Opus 37 darf als erste gültige Klaviersonate Russlands bezeichnet werden.
- Sonate cis-Moll (Tschaikowski) op. posth. 80
- Sonate G-Dur (Tschaikowski) op. 37

### Sonaten im 20. Jahrhundert

#### Berg
Alban Berg (1885–1935)
- Sonate für Klavier, Op. 1

#### Skrjabin
Alexander Nikolajewitsch Skrjabin (1872–1915)
- Klaviersonate Nr. 1, Op. 6
- Klaviersonate Nr. 2, Op. 19
- Klaviersonate Nr. 3, Op. 23
- Klaviersonate Nr. 4, Op. 30
- Klaviersonate Nr. 5, Op. 53
- Klaviersonate Nr. 6, Op. 62
- Klaviersonate Nr. 7, Op. 64
- Klaviersonate Nr. 8, Op. 66
- Klaviersonate Nr. 9, Op. 68
- Klaviersonate Nr. 10, Op. 70

#### Rachmaninov
Sergei Wassiljewitsch Rachmaninow (1873–1943)
- Klaviersonate Nr. 1 d-Moll Op. 26
- Klaviersonate Nr. 2 b-Moll Op. 36

#### Ives
Charles Ives (1874–1954)
- Klaviersonate Nr. 1 (Ives)
- Klaviersonate Nr. 2 (Ives)
- Klaviersonate Nr. 3 (Ives)

#### Prokofjew
Sergei Sergejewitsch Prokofjew (1891–1953)
- Klaviersonaten - sechs jugendliche: 1904, 1907 (abgeändert für Op. 1), 1907 (abgeändert für Op. 28), 1907–08, 1908 (abgeändert für Op. 29), 1908–09
- Klaviersonate Nr. 1 f-Moll, Op. 1 (1907–09)
- Klaviersonate Nr. 2 d-Moll, Op. 14 (1912)
- Klaviersonate Nr. 3 a-Moll, Op. 28 (1907–17)
- Klaviersonate Nr. 4 c-Moll, Op. 29 (1908–17)
- Klaviersonate Nr. 5 C-Dur (Original-Version), Op. 38 (1923)
- Klaviersonate Nr. 6 A-Dur, Op. 82 (1939–40)
- Klaviersonate Nr. 7 B-Dur Stalingrad, Op. 83 (1939–42)
- Klaviersonate Nr. 8 B-Dur, Op. 84 (1939–44)
- Klaviersonate Nr. 9 C-Dur, Op. 103 (1947)
- Klaviersonate Nr. 5 C-Dur (veränderte Version), Op. 135 (1952–53)
- Klaviersonate Nr. 10 e-Moll, Op. 137 (unvollendet) (1952)
- Klaviersonate Nr. 11, Op. 138 (nicht verwirklicht)

#### Schostakowitsch
Dmitri Dmitrijewitsch Schostakowitsch (1906–1975)
- Klaviersonate Nr. 1
- Klaviersonate Nr. 2

## Violinsonaten

### Sonaten im 18. Jahrhundert

#### Vivaldi
Vivaldi Antonio (1678–1741):
- Op. 1: Zwölf Sonaten für zwei Violinen und Basso continuo

- Sonata g-moll op. 1 Nr. 1 (RV 73)
- Sonata e-moll op. 1 Nr. 2 (RV 67)
- Sonata C-dur op. 1 Nr. 3 (RV 61)
- Sonata E-dur op. 1 Nr. 4 (RV 66)
- Sonata F-dur op. 1 Nr. 5 (RV 69)
- Sonata D-dur op. 1 Nr. 6 (RV 62)
- Sonata Es-dur op. 1 Nr. 7 (RV 65)
- Sonata d-moll op. 1 Nr. 8 (RV 64)
- Sonata A-dur op. 1 Nr. 9 (RV 75)
- Sonata B-dur op. 1 Nr. 10 (RV 78)
- Sonata h-moll op. 1 Nr. 11 (RV 79)
- Sonata (Variationen) d-moll »Follia« op. 1 Nr. 12 (RV 63)

- Op. 2: Zwölf Sonaten für Violine und Basso continuo

- Sonata g-moll op. 2 Nr. 1 (RV 27)
- Sonata A-dur op. 2 Nr. 2 (RV 31)
- Sonata d-moll op. 2 Nr. 3 (RV 14)
- Sonata F-dur op. 2 Nr. 4 (RV 20)
- Sonata h-moll op. 2 Nr. 5 (RV 36)
- Sonata C-dur op. 2 Nr. 6 (RV 1)
- Sonata c-moll op. 2 Nr. 7 (RV 8)
- Sonata G-dur op. 2 Nr. 8 (RV 23)
- Sonata e-moll op. 2 Nr. 9 (RV 16)
- Sonata f-moll op. 2 Nr. 10 (RV 21)
- Sonata D-dur op. 2 Nr. 11 (RV 9)
- Sonata a-moll op. 2 Nr. 12 (RV 32)

- Op. 5: 6 Sonaten für 1 oder 2 Violinen (1716)

- Sonata F-dur op. 5 Nr. 1 (RV 18)
- Sonata A-dur op. 5 Nr. 2 (RV 30)
- Sonata B-dur op. 5 Nr. 3 (RV 33)
- Sonata h-moll op. 5 Nr. 4 (RV 35)
- Sonata B-dur op. 5 Nr. 5 (RV 76)
- Sonata g-moll op. 5 Nr. 6 (RV 72)

#### Mozart
Wolfgang Amadeus Mozart (1759–1791):
Eine sehr umfangreiche Liste ist in dem besonderen Artikel Liste der kammermusikalischen Werke Mozarts mit Klavier enthalten.

### Sonaten im 19. Jahrhundert

#### Beethoven
Ludwig van Beethoven (1770–1827):
- Violinsonate Nr. 1 in D-Dur Op. 12 Nr. 1
- Violinsonate Nr. 2 in A-Dur Op. 12 Nr. 2
- Violinsonate Nr. 3 in Es-Dur Op. 12 Nr. 3
- Violinsonate Nr. 4 in a-moll Op. 23
- Violinsonate Nr. 5 in F-Dur Op. 24 „Frühlingssonate“
- Violinsonate Nr. 6 in A-Dur Op. 30 Nr. 1
- Violinsonate Nr. 7 in c-moll Op. 30 Nr. 2
- Violinsonate Nr. 8 in G-Dur Op. 30 Nr. 3
- Violinsonate Nr. 9 in A-Dur Op. 47 „Kreutzersonate“
- Violinsonate Nr. 10 in G-Dur op. 96

## Orgelsonaten

### Bach
Johann Sebastian Bach (1685–1750)
- Sechs Triosonaten:
  - Sonate Nr. 1 Es-Dur BWV 525
  - Sonate Nr. 2 c-Moll BWV 526
  - Sonate Nr. 3 d-Moll BWV 527
  - Sonate Nr. 4 e-Moll BWV 528
  - Sonate Nr. 5 C-Dur BWV 529
  - Sonate Nr. 6 G-Dur BWV 530

### Mendelssohn
Felix Mendelssohn Bartholdy (1809–1847)
- Sechs Orgelsonaten op. 65 (Mendelssohn):
  - Sonate Nr. 1 f-Moll
  - Sonate Nr. 2 c-Moll
  - Sonate Nr. 3 A-Dur
  - Sonate Nr. 4 B-Dur
  - Sonate Nr. 5 D-Dur
  - Sonate Nr. 6 d-Moll

### Reubke
Julius Reubke (1834–1858):
- Orgelsonate (Reubke) c-Moll („Der 94. Psalm“)

### Guilmant
Alexandre Guilmant (1837–1911)
- Sonate Nr. 1 d-Moll op. 42
- Sonate Nr. 2 D-Dur op. 50
- Sonate Nr. 3 c-Moll op. 56
- Sonate Nr. 4 d-Moll op. 61
- Sonate Nr. 5 c-Moll op. 80
- Sonate Nr. 6 h-Moll op. 86
- Sonate Nr. 7 F-Dur op. 89
- Sonate Nr. 8 A-Dur op. 91

### Rheinberger
Josef Gabriel Rheinberger (1839–1901)
- Sonate Nr. 1 c-Moll op. 27
- Sonate Nr. 2 As-Dur op. 65
- Sonate Nr. 3 G-Dur op. 88
- Sonate Nr. 4 a-Moll op. 98
- Sonate Nr. 5 Fis-Dur op. 111
- Sonate Nr. 6 es-Moll op. 119
- Sonate Nr. 7 f-Moll op. 127
- Sonate Nr. 8 e-Moll op. 132
- Sonate Nr. 9 b-Moll op. 142
- Sonate Nr. 10 h-Moll op. 146
- Sonate Nr. 11 d-Moll op. 148
- Sonate Nr. 12 Des-Dur op. 154
- Sonate Nr. 13 Es-Dur op. 161
- Sonate Nr. 14 C-Dur op. 165
- Sonate Nr. 15 D-Dur op. 168
- Sonate Nr. 16 gis-Moll op. 175
- Sonate Nr. 17 H-Dur op. 181
- Sonate Nr. 18 A-Dur op. 188
- Sonate Nr. 19 g-Moll op. 193
- Sonate Nr. 20 F-Dur op. 196

### Widor
Charles-Marie Widor (1844–1937)
Orgelsinfonien (Form wie Orgelsonate):
- Symphonie pour orgue Nr. 1 c-Moll, op. 13 Nr. 1 (1872)
- Symphonie pour orgue Nr. 2 D-Dur, op. 13 Nr. 2 (1872)
- Symphonie pour orgue Nr. 3 e-Moll, op. 13 Nr. 3 (1872)
- Symphonie pour orgue Nr. 4 f-Moll, op. 13 Nr. 4 (1872)
- Symphonie pour orgue Nr. 5 f-Moll, op. 42 Nr. 1 (1887)
- Symphonie pour orgue Nr. 6 g-Moll, op. 42 Nr. 2 (1887)
- Symphonie pour orgue Nr. 7 a-Moll, op. 42 Nr. 3 (1887)
- Symphonie pour orgue Nr. 8 H-Dur, op. 42 Nr. 4 (1887)
- Symphonie gothique c-Moll,  op. 70 (1895)
- Symphonie romane D-Dur, op. 73 (1900)

## Sonaten für Trio-Besetzung

### Sonaten im 19. Jahrhundert

#### Dussek
Johann Ladislaus Dussek (1760–1812)
- Sonate für Klavier, Violine und Violoncello in C-Dur  op. 2 Nr. 1 c30
- Sonate für Klavier, Violine und Violoncello in B-Dur  op. 2 Nr. 2 c31
- Sonate für Klavier, Violine und Violoncello in e-Moll  op. 2 Nr. 3 c32
- Sonate für Klavier, Flöte und Violoncello in C-Dur op. 21 c94
- Sonate für Klavier, Violine und Violoncello in F-Dur op. 24/29 Nr. 1 c141
- Sonate für Klavier, Violine und Violoncello in D-Dur op. 24/29 Nr. 2 c142
- Sonate für Klavier, Violine und Violoncello in B-Dur op. 24/29 Nr. 3 c143
- Sonate für Klavier, Violine und Violoncello in Es-Dur op. 37 c169
- Sonate für Klavier, Flöte und Violoncello in F-Dur op. 65 c214
- Sonate für Klavier, Violine und Kontrabass in Es-Dur op. posth. c260
- Sonate für Klavier, Violine und Kontrabass in B-Dur op. posth. c261 (unvollendet)

## Sonaten für Laute

### Weiss
Sylvius Leopold Weiss (1687–1750)
- Sonata in e-Moll (Prelude – Allemande – Courante – Sarabande – Bourrée – Minuet I – Minuet II – Gigue)

## Sonaten für Gitarre

### Sonaten im 18. Jahrhundert

#### Scheidler
Christian Gottlieb Scheidler (1747–1829)
- Sonate in C-Dur für Gitarre (1793)
- Sonate in G-Dur für Gitarre (1793)
- Sonate in D-Dur für Violine und Gitarre (Nr. 1) op. 21 (um 1813)
- Sonate in D-Dur für Violine und Gitarre (Nr. 2) (um 1813)

#### Wikmanson
Johan Wikmanson (1753–1800)
- Sonate in h-Moll für Cister oder Gitarre

### Sonaten im 19. Jahrhundert

#### Carcassi
Matteo Carcassi (1796–1853)
- 3 Sonates für Gitarre op. 1

#### Carulli
Ferdinando Carulli (1770–1841) 
- Sonate für Gitarre (ohne Opus-Zahl)
- Sonate für Gitarre op. 2
- Sonate für Gitarre op. 5
- Grande Sonate für 2 Gitarren op. 9
- Sonate für Gitarre op. 9
- Grande Sonate für Gitarre op. 16
- Grande Sonate für 2 Gitarren op. 25
- Trois Sonates für Gitarre op. 41
- Sonate Sentimentale für Gitarre op. 42
- Trois Sonates für 2 Gitarren op. 48
- Trois Sonates für Gitarre op. 56
- Trois Petites Sonates für Gitarre op. 81
- Grande Sonate für Gitarre op. 83

#### Diabelli
Anton Diabelli (1781–1858)
- Sonate C-Dur für Gitarre op. 29 Nr. 1
- Sonate A-Dur für Gitarre op. 29 Nr. 2
- Sonate F-Dur für Gitarre op. 29 Nr. 3
- Sonate für Klavier und Gitarre op. 71
- Grande Sonate Brillante pour le Piano-Forte et Guitare op. 102

#### Giuliani
Mauro Giuliani (1781–1829)
- Sonate für Gitarre op. 15 (gedruckt 1808)
- Drei Sonaten für Gitarre op. 96 (gedruckt 1818)
- Gran Sonata Eroica für Gitarre op. 150 (gedruckt 1840)

#### Matiegka
Wenzel Matiegka (1773–1830) 
- Grand Sonate pour la Guitare No.1 (ohne Opus-Zahl)
- Grand Sonate pour la Guitare No.2 (ohne Opus-Zahl)
- Sonata facile pour la Guitarre seule op. 16
- Sonate progressive pour la Guitarre seule op. 17
- Guitar Sonata op. 23
- 6 Sonates progressives pour Guitare op. 31

#### Molino
Francesco Molino (1768–1847)
- Drei Sonaten für Gitarre op. 6

#### Molitor
Simon Molitor (1766–1848) 
- Sonate für Gitarre und Violine op. 3
- Grande Sonate concertante für Gitarre und Violine op. 5
- Große Sonate für Guitare allein als Probe einer besseren Behandlung dieses Instruments op. 7
- Grande Sonate für Gitarre op. 11
- Sonate für Gitarre op. 12
- Sonate für Gitarre op. 15

#### Paganini
Niccolò Paganini (1782–1840)
- Große Sonate für Gitarre allein mit Begleitung einer Violine
- 37 Sonaten für Gitarre

#### Sor
Fernando Sor (1778–1839)
- Sonate für Gitarre op. 15b (gedruckt ca. 1820)
- Grande Sonate für Gitarre op. 22 (gedruckt 1822)

### Sonaten im 20. Jahrhundert

#### Albert
Heinrich Albert (1870–1950)
- Sonate Nr. 1 in e-Moll für Gitarre (1920)
- Sonate Nr. 2 in A-Dur für Gitarre

#### Ambrosius
Hermann Ambrosius (1897–1983)
- Sonate in E-Dur für Gitarre

#### Castelnuovo-Tedesco
Mario Castelnuovo-Tedesco (1895–1968)
- Sonata (Omaggio a Boccherini) für Gitarre op. 77 (1934)
- Sonata canonica für 2 Gitarren op. 196 (1961)

#### Henze
Bruno Henze (1900–1978)
- Walpurgis-Sonate op. 27 für Gitarre op. 27 (1921)
- Frühlings-Sonate in A-Dur für Gitarre op. 28 (1921)
- Sonate in A-Dur für Gitarre op. 72 (1944)
- Sonate in A-Dur für Gitarre op. 74 (1944/47)
- Sonate in a-Moll für Gitarre op. 80 (1946)
- Frühlings-Sonate in a-Moll für Gitarre op. 81 (1946/47)
- Filigran (Sonate) für Gitarre op. 90 (1947)
- Sonate in e-Moll für Gitarre op. 96 (1947)
- Sonate in a-Moll für Gitarre op. 152 (1972)

Carl Henze (1872–1946)
- Sonate in A-Dur für 3 Gitarren op. 41 (1912)
- Sonate in A-Dur für 2 Gitarren op. 68 (1917)

Hans Werner Henze (1926–2012)
- Royal Winter Music: First Sonata on Shakespearean Characters für Gitarre (1976)
- Royal Winter Music: Second Sonata on Shakespearean Characters für Gitarre (1979)

#### Hlouschek
Theodor Hlouschek (1923–2010)
- Sonate für Flöte und Gitarre (1951)
- Sonate für Gitarre (1954, Neufassung 1989)
- Sonate für Zither und Gitarre (1982)

#### José
Antonio José (1902–1936)
- Sonata für Gitarre (1933)

#### Junghanns
Bernd Junghanns (1941–2023)
- Sonate für Mandoline (Violine) und Gitarre (1980)

#### Moreno Torroba
Federico Moreno Torroba (1891–1982)
- Sonata-Fantasía für Gitarre (1953) <!https://www.discogs.com/de/release/14558343-Federico-Moreno-Torroba-Pietro-Locatto-Sonata-Fantasia-And-The-Early-Guitar-Works-->

#### Müller
Siegfried Müller (1926–2016)
- Sonata für Gitarre

#### Narimanidze
Nikolai Narimanidze (1905–1975)
- Sonata für Gitarre (1975)

#### Pavlov-Azancheev
Matvei Pavlov-Azancheev (1888–1963)
- Sonata of Moods “Stages of Guitar History” für Gitarre (1949)

#### Ponce
Manuel María Ponce (1882–1948)
- Sonata mexicana für Gitarre (Sonata I) (1925)
- Sonata III für Gitarre (1927)
- Sonata clásica (Hommage à Fernando Sor) (Sonata IV) für Gitarre (1928)
- Sonata romántica (Hommage à Franz Schubert) (Sonata V) für Gitarre (1929)
- Paganini Sonata (Sonata VI) für Gitarre (1930)

#### Rosenfeld
Gerhard Rosenfeld (1931–2003)
- Sonate für Gitarre

#### Stingl
Anton Stingl (1908–2000)
- Sonate in D-Dur für Gitarre op. 17 (1937)

#### Treibmann
Karl Ottomar Treibmann (1936–2017)
- Sonate für Gitarre

#### Uhl
Alfred Stingl (1909–1992)
- Sonata classica für Gitarre (1937, Neufassung 1969)